# (2724) Orlov
(2724) Orlov – planetoida z pasa głównego asteroid okrążająca Słońce w ciągu 5 lat w średniej odległości 2,92 j.a. Została odkryta 13 września 1978 roku w Krymskim Obserwatorium Astrofizycznym w Naucznym na Półwyspie Krymskim przez Nikołaja Czernycha. Nazwa planetoidy pochodzi od Siergieja Władimirowicza Orłowa i Aleksandra Jakowlewicza Orłowa, rosyjskich astronomów. Przed nadaniem nazwy planetoida nosiła oznaczenie tymczasowe (2724) 1978 RZ5.